# Explosão lobar
Uma explosão lobar (em inglês:  burst lobe) é uma hemorragia intracraniana que afeta um lobo cerebral (parte dos hemisférios cerebrais) e é caracterizada por uma hemorragia intracerebral em continuidade com uma hemorragia subdural e contusão.